# Ophionereis reticulata
Espèce
Ophionereis reticulata est une espèce d'ophiure de la famille des Ophionereididae.

## Habitat et répartition
Cette espèce se trouve dans les Caraïbes, de la Floride au Venezuela.